# Santa Cruz de Natal
El Santa Cruz Futebol Clube es un equipo de fútbol de Brasil que juega en el Campeonato Potiguar, la primera división del estado de Río Grande del Norte.

## Historia
Fue fundado el 25 de diciembre de 1965 en la ciudad de Natal del estado de Río Grande del Norte. En 1943 gana el título del Campeonato Potiguar, pasando en la máxima categoría hasta la década de los años 1960, periodo en el que fue subcampeón estatal en cuatro ocasiones hasta que descendiera a inicios de 1970.
Fue hasta 2016 que el club regresa a la primera división del Campeonato Potiguar como campeón de la segunda categoría, y en 2018 termina en tercer lugar de la liga, con lo que logra la clasificación al Campeonato Brasileño de Serie D por primera vez en su historia, así como a la Copa de Brasil para 2019, participando en competiciones a nivel nacional por primera vez.
En la Copa de Brasil supera la primera ronda al Tupi Football Club del estado de Minas Gerais con marcador de 1-0, pero es eliminado en la segunda ronda 0-1 por el EC Bahia del estado de Bahía, mientras que en el Campeonato Brasileño de Serie D de 2019 es eliminado en la primera ronda al finalizar en último lugar de su grupo y finalizó en el lugar 59 entre 68 participantes.

## Palmarés
- Campeonato Potiguar: 1

1943
- Potiguar Serie B: 1

2016
- Torneo Inicio Potiguar: 2

1947, 1956
- Torneo Napoleao Laureano: 1

1962